# Programma van Hilbert
In de wiskunde was het programma van Hilbert, opgesteld door de Duitse wiskundige David Hilbert in de jaren 1920, een voorgestelde oplossing voor de grondslagencrisis in de wiskunde, toen eerdere pogingen om de grondslagen van de wiskunde te verhelderen bleken te lijden onder paradoxen en tegenstrijdigheden.
Als oplossing stelde Hilbert voor om alle bestaande theorieën op een eindige, complete verzameling van axioma's te grondvesten, en daarnaast een bewijs te leveren dat deze axioma's consistent waren. Hilbert stelde voor dat de consistentie van meer gecompliceerde systemen, zoals de reële analyse, zou kunnen worden bewezen in termen van eenvoudigere systemen. Uiteindelijk zou de vraag over de consistentie van de gehele wiskunde op deze wijze kunnen worden gereduceerd tot een vraag over de consistentie van de elementaire rekenkunde. 
De onvolledigheidsstellingen van Gödel toonden in 1931 echter aan dat het programma van Hilbert niet haalbaar was. In zijn eerste stelling toonde Kurt Gödel aan dat elk consistent systeem met een berekenbare verzameling, die in staat is om de rekenkunde uit te drukken nooit compleet kan zijn: het is mogelijk een uiting te construeren, waarvan men kan aantonen dat deze waar is, maar die niet kan worden afgeleid uit de formele regels van het systeem. In zijn tweede stelling toonde hij aan dat een dergelijk systeem niet zijn eigen consistentie kon bewijzen, zodat het zeker niet zou kunnen worden gebruikt om de consistentie van een ingewikkelder systeem te bewijzen. Dit weerlegde Hilberts veronderstelling dat een finitistisch systeem kon worden gebruikt om de consistentie van een ingewikkeldere theorie te bewijzen.